# Chiesa valdese (Bordighera)
La chiesa evangelica valdese è un luogo di culto valdese situato nel comune di Bordighera, in via Vittorio Veneto, in provincia di Imperia.

## Storia e descrizione
Nel XIX e XX secolo, Bordighera era frequentata essenzialmente da cittadini britannici, tuttavia seguirono poi ospiti di altre nazionalità fra cui i tedeschi. Fra gli ospiti più famosi si possono annoverare l'Imperatrice Vittoria, moglie di Federico III di Germania, che risiedeva regolarmente all'Hotel Angst, il barone Friederich von Kleudgen che si stabilirà poi definitivamente facendo costruire la famosa villa Banana, il barone Raphaël Bischoffsheim, il pittore Hermann Nestel e il botanico Ludwig Winter.
I britannici di fede anglicana avevano fatto costruire la loro locale chiesa nel 1873 mentre i protestanti continuavano a essere sprovvisti di un loro tempio in cui celebrare il culto. Fu così che il barone Moritz von Bernus decise di organizzare una raccolta fondi per costruire un luogo di culto adatto ad accogliere i fedeli protestanti che risiedevano a Bordighera. Nel 1901 il barone, con l'aiuto di una associazione di Francoforte sul Meno, acquistò un terreno in via Bischoffsheim, l'attuale via Vittorio Veneto, per costruire un tempio, che fu poi inaugurato il 20 marzo 1904. La chiesa fu costruita dall'architetto Rudolph Winter, terzogenito del famoso botanico di origine tedesca Ludwig Winter.
L'intento dei fondatori era quello di un edificio non riservato alla Chiesa luterana tedesca, ma aperto ad ogni culto religioso, tanto che fu messa a disposizione a diversi credenti di ogni nazionalità e religione.
Nel 1941, la Chiesa evangelica valdese divenne proprietaria dell'edificio, e fedele al progetto iniziale dell'edificio vi continua con la sua politica ecumenica. Oggi il tempio viene talvolta usato anche per conferenze e concerti organizzati in collaborazione con la città di Bordighera.